# Heidelberger Studentenkuß

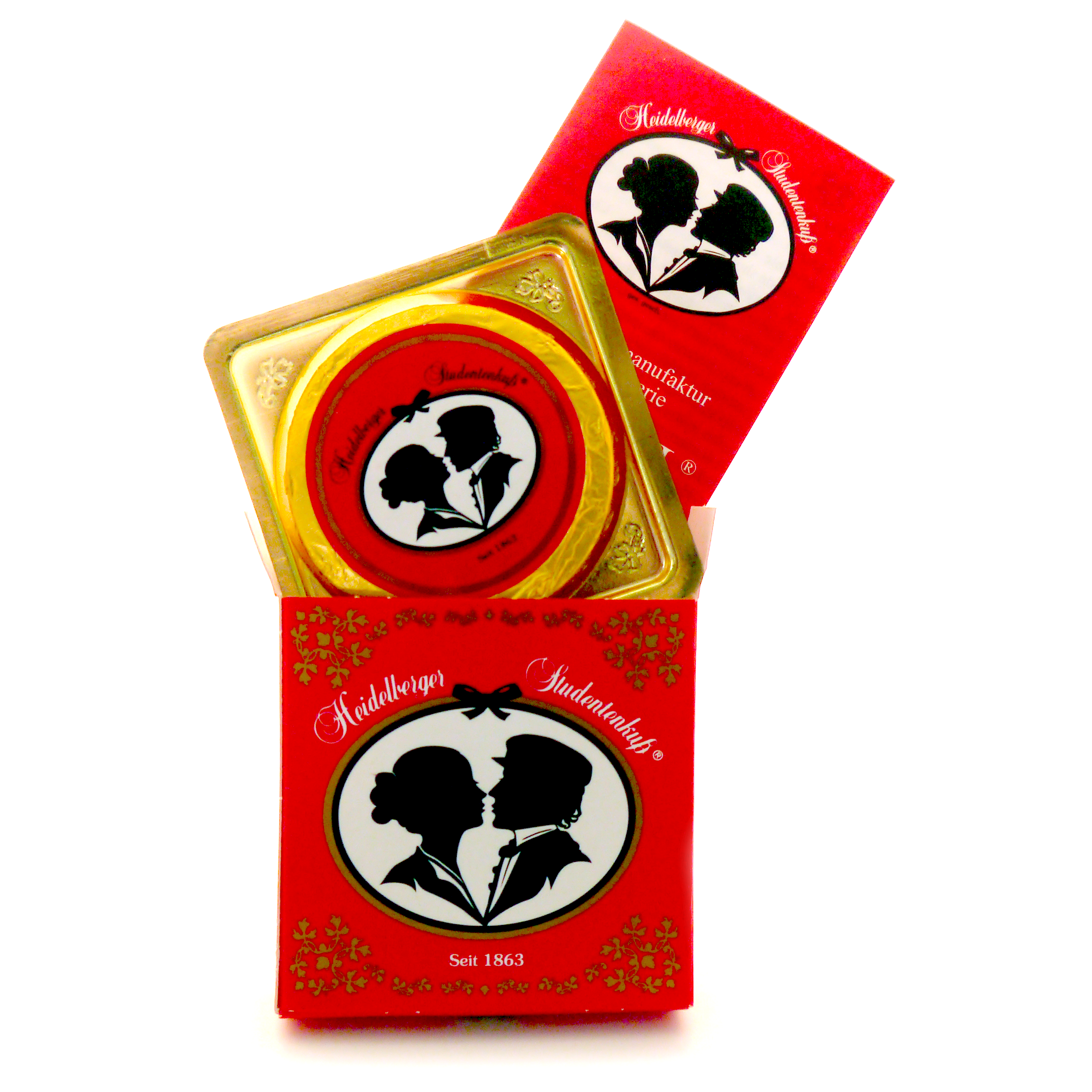
Heidelberger Studentenkuß in der Verpackung mit der dazugehörigen Geschichte.

Der Heidelberger Studentenkuß ist ein Konfekt aus Nougat, der von einer Zartbitter-Kuvertüre umhüllt wird. Hergestellt wird das Produkt seit 1863 von der ältesten Schokoladenmanufaktur Heidelbergs, der Chocolaterie Knösel.

## Herkunft und Zusammensetzung

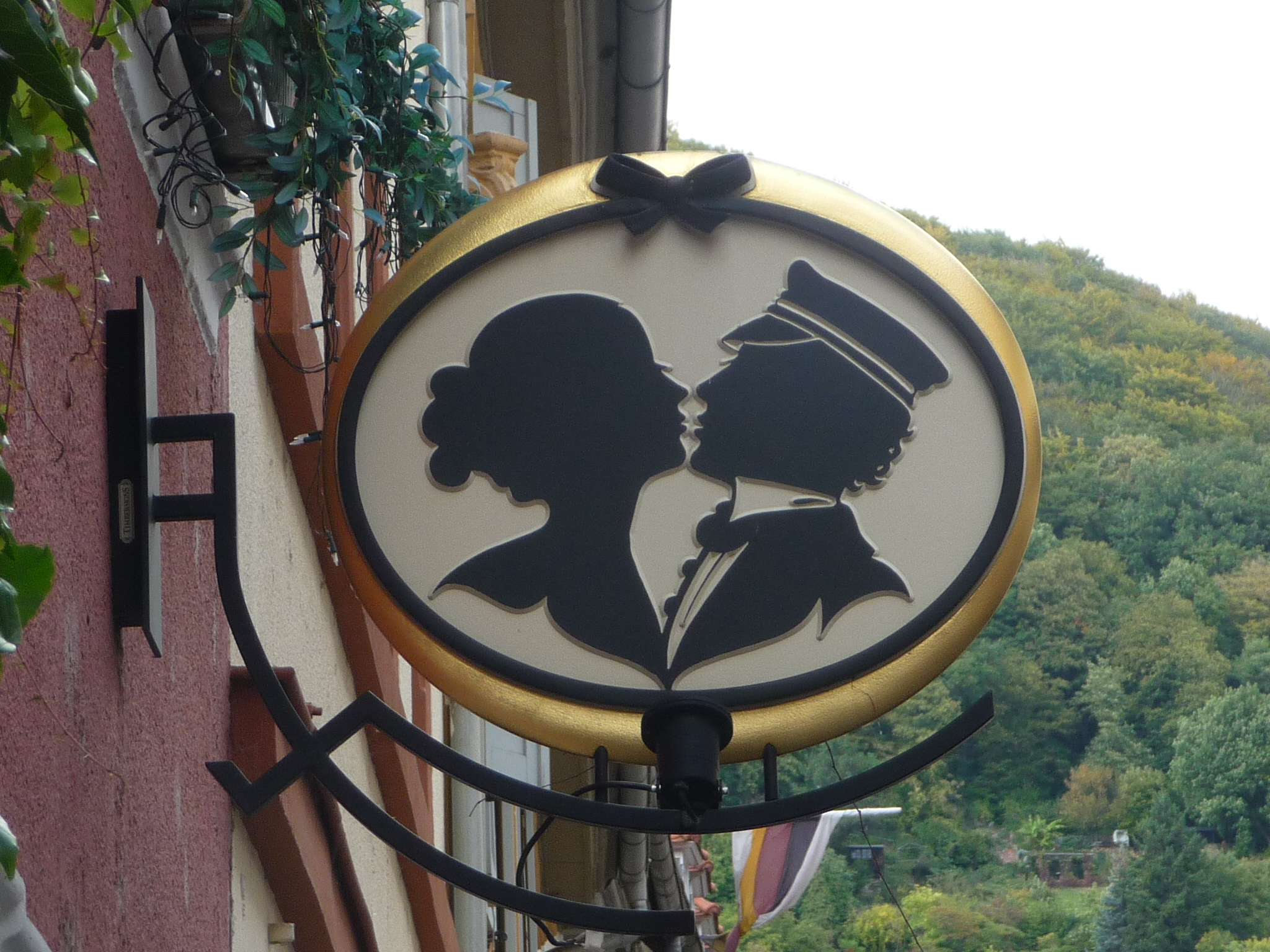
Aushängeschild des Café Knösel in der Haspelgasse

Im 19. Jahrhundert konnten sich junge Frauen häufig nur in Begleitung von Gouvernanten, älteren Schwestern oder Tanten in der Öffentlichkeit bewegen. Ein Kontakt mit gleichaltrigen Männern war also nur unter Aufsicht einer Anstandsdame möglich. Das Café Knösel am Marktplatz wurde zu einem beliebten Treffpunkt von jungen Damen der Heidelberger Mädchenpensionate, aber auch von Studenten der Ruprecht-Karls-Universität.
Der Konditormeister und Betreiber Fridolin Knösel erfand im Gründungsjahr seines Cafés, 1863, eine Schokoladenpraline mit einer Praline-Nougat-Schokoladen-Füllung auf dem Boden einer feinen Waffel mit Zartbitter-Kuvertüre. Das Gewicht des Studentenkuß beträgt mittlerweile 20 g, bis vor wenigen Jahren noch 30 g, der Durchmesser etwa Talergröße (5,5 cm). Der Clou bei dieser Studentenkuß genannten Süßigkeit war aber die Verpackung: eine kleine Schachtel, in der das Konfekt als galantes, harmloses Geschenk erschien – vielleicht mit einer handschriftlichen Botschaft, die von der Begleitung nicht eingesehen werden konnte.
Die Nachbarstadt Mannheim kennt mit dem Mannemer Dreck eine ähnlich in der Stadtgeschichte verankerte Süßigkeit. Der ungewöhnliche Name soll auf eine 1822 bzw. 1838 erlassene Vorschrift zurückgehen. Das erste Rezept ist allerdings erst für 1862 belegt, fast zeitgleich zum Studentenkuß, und geht auf den Konditor Carl Herrdegen zurück.

## Vertrieb

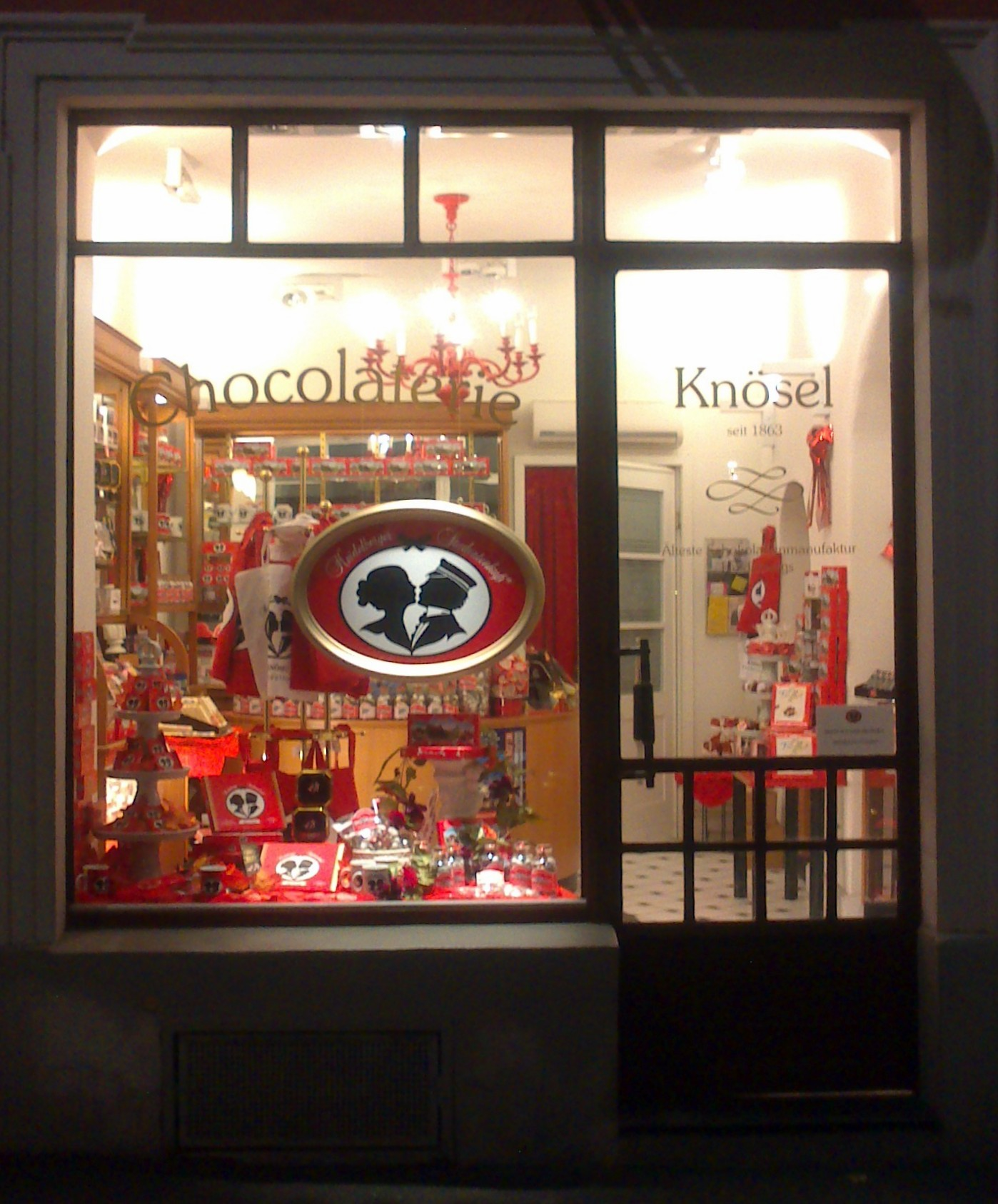
Schaufensterdekoration

Der Heidelberger Studentenkuß wird nur in Heidelberg selbst an einigen Verkaufsstellen angeboten und kann ansonsten per Postsendung erhalten werden. Die Schachtel enthält neben dem Konfekt und seiner Verpackung auch eine deutsche Beschriftung und kann auch mit neun weiteren Sprachen, darunter Chinesisch, Japanisch und Russisch, gekauft werden. Die Verpackung ist mit einem Scherenschnitt verziert und zeigt einen Studenten einer Studentenverbindung mit Studentenmütze und eine junge Frau – kurz vor dem Kuss. Dieses Bild ist ebenso Aushängeschild des Cafés.

## Rezeption

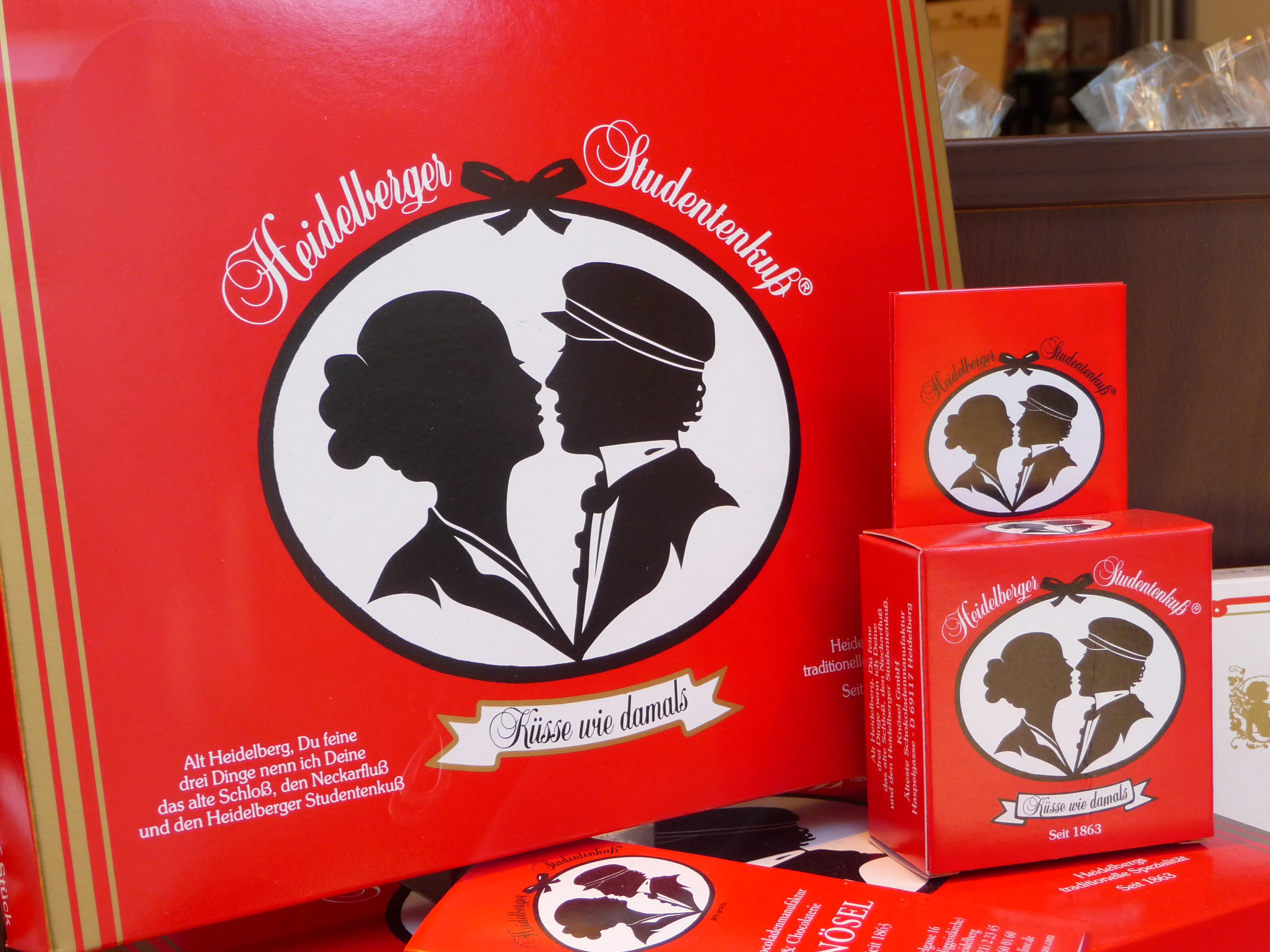
Verpackungsvarianten

Im Lauf der Jahre ist der Heidelberger Studentenkuß zu einem touristischen Aushängeschild der Stadt geworden. Er gilt damit auch als ein Element von Heidelberg als deutschem Erinnerungsort. Daher wird der Studentenkuß gelegentlich als Präsent Heidelberger Offizieller und Politiker im Ausland verwendet, so durch den Oberbürgermeister Eckart Würzner oder den Bundestagsabgeordneten und Atlantiker Karl A. Lamers, der mit einem Dankesschreiben Michelle Obamas in die überregionale Presse kam. So wurde der Heidelberger Studentenkuß unter anderem auch Bill Clinton, Königin Silvia von Schweden, Angela Merkel, Horst Köhler und Catherine, Herzogin von Cambridge zu offiziellen Anlässen überreicht.
Zudem verfasste die taiwanesische Sängerin und Autorin Zheng Huajuan (郑华娟) 1998 ein Buch namens Kuß von Heidelberg (年 «海德堡之吻»), eine Liebesgeschichte, die das Konfekt und die damit verbundene Vorstellung des romantischen Deutschland zentral mit einbezieht. Es kam in Taiwan mit 70.000 verkauften Exemplaren auf die Bestsellerlisten. Der Heidelberger Verkehrsverein ehrte sie 2003 mit dem Mark-Twain-Preis für Reisejournalismus, der typischerweise für Journalisten und Autoren vergeben wird, die Heidelberg in ihren Werken positiv darstellen. In Nancy Jane Lehmanns Haunting Heidelberg, einem Gedichtband in englischer Sprache, der 2008 in einem Heidelberger Verlag erschien, ist der Kuß ebenso verewigt. Eher kritisch – als Zeichen der zuckersüßen Heidelberger Demenz – wurde der Kuß von Thomas C. Breuer verewigt.
Im Jahr 2023 spielte der Heidelberger Studentenkuss eine symbolische Rolle im Hallmark-Weihnachtsfilm A Heidelberg Holiday. In dem romantischen Film dient die traditionsreiche Praline als Ausdruck der aufkeimenden Liebe zwischen der amerikanischen Künstlerin Heidi und einem Heidelberger Kunsthandwerker. Durch diese prominente Darstellung wurde der Studentenkuss einem internationalen Publikum nähergebracht und erneut als Sinnbild der romantischen Heidelberger Atmosphäre inszeniert.